# Baudet du Poitou

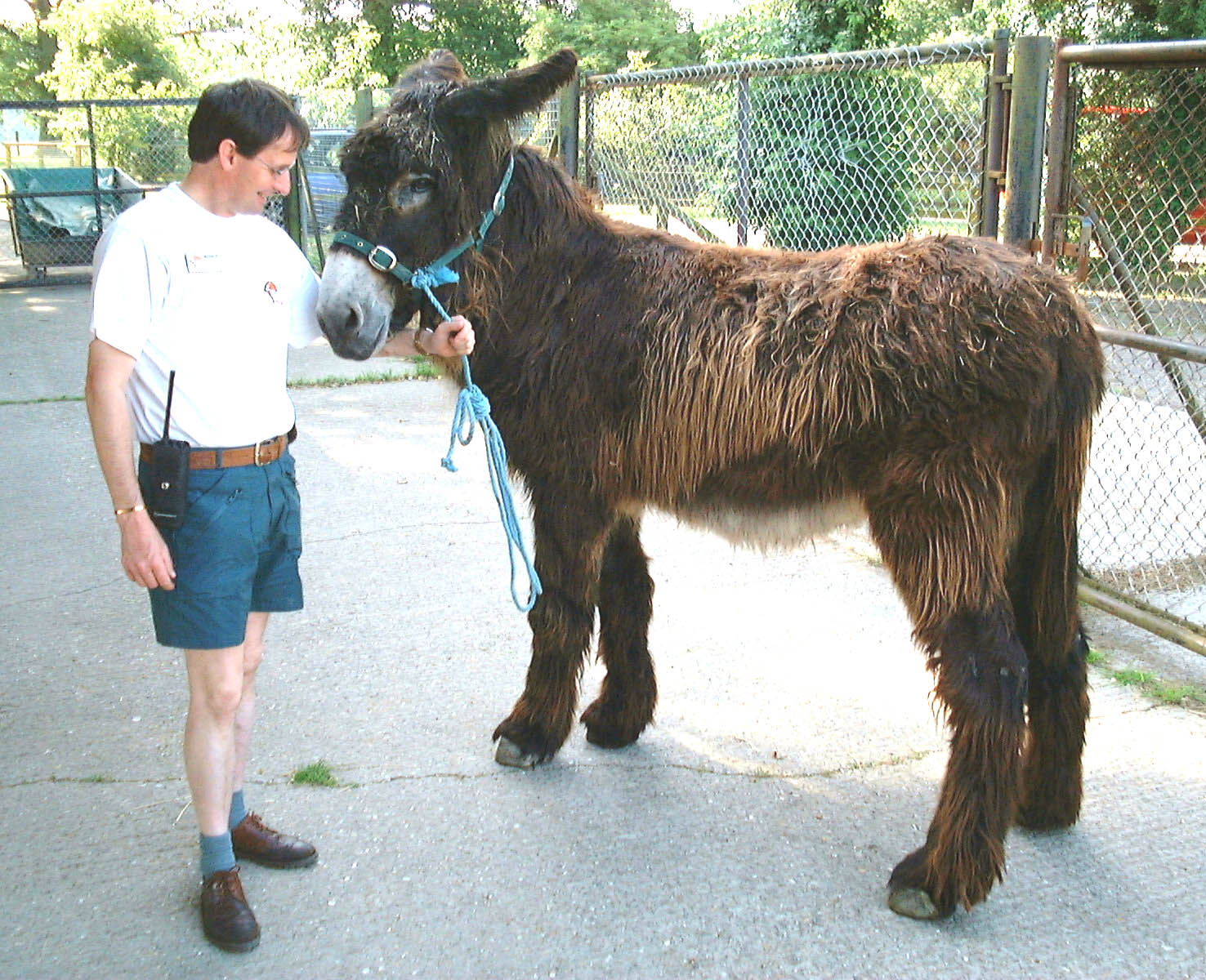
Baudet du Poitou.

Baudet du Poitou es una raza de asno autóctona de Francia.
Originarios de la provincia de Poitou, estos burros se caracterizan por su peculiar pelaje, su «estructura ósea excepcional» y gran alzada, pudiendo superar los 150 cm de altura. Su aspecto recuerda a los burros de raza zamorano-leonesa. Se encuentran ejemplares en Alemania y Estados Unidos.